# Ursinus (Gegenpapst)
Ursinus († nach 384) war von 366 bis 367 Gegenbischof von Rom.
Als Papst Liberius am 24. September 366 gestorben war, kam es zu einer Doppelwahl. Bereits zu Liberius war 355 Felix II. als Gegenbischof gewählt worden. Deshalb gab es zwei große Fraktionen innerhalb der Kirche, die das 355 entstandene Schisma weiterführten. Die Anhänger des Liberius wählten 366 Ursinus, die früheren Anhänger des 365 verstorbenen Gegenbischofs Felix II. Damasus I. als Nachfolgerpapst.
Besonders die Parteigänger Damasus’ hoben ein regelrechtes Heer aus (bestehend aus Katakombenarbeitern und Fuhrleuten) und lieferten sich mit den Ursinianern erbitterte und blutige Straßenschlachten in Rom. Angesichts der Stärke und Brutalität ergriff die staatliche Exekutive in Person des heidnischen Stadtpräfekten Vettius Agorius Praetextatus Partei für Damasus und ließ Ursinus und seine Anhänger aus Rom vertreiben.
Ein Jahr später durften sie unter Kaiser Valentinian I. zurückkommen. Sie mussten allerdings versprechen, Frieden mit der anderen Partei zu halten. Es scheint dennoch nicht verwunderlich, dass die Kämpfe zwischen Banden beiderlei Obedienzen schon bald wieder aufflammten. Diese neuen Kämpfe führten zur Verbannung Ursinus’ nach Gallien (16. November 367).
Die Anhänger des Gegenbischofs zogen sich nach Norditalien zurück, wo sie sich vergeblich für ihren Papst einsetzten und auf juristischem Wege versuchten, Ursinus zurückzuholen. Als Papst Damasus I. im Dezember 384 starb, erhob Ursinus erneut Ansprüche auf den Papstthron. Doch die Wahl des Siricius machten weitere Versuche der Ursinianer zwecklos.